# Robert Slater
Robert „Robbie“ Slater OAM (* 22. November 1964 in Ormskirk, Lancashire, England) ist ein ehemaliger australischer Fußballspieler. Obwohl in England geboren, spielte er – nachdem er früh nach Australien gezogen war – für die australische Fußballnationalmannschaft. Für diese bestritt er in der Zeit von 1990 bis 1997 44 Länderspiele und schoss währenddessen sechs Tore.

## Ligakarriere
Robert Slater, genannt Robbie, wurde am 22. November 1964 in Ormskirk in England geboren. Als Jugendlicher kam er nach Australien und spielte sich erst durch Jugendmannschaften, bis er 1982 von den St. George Saints verpflichtet wurde und fortan in der australischen National Soccer League, dem Vorgänger der A-League, spielte. Im Jahr 1983 wurde er mit dem Gewinn der National Soccer League australischer Meister. Im nächsten Jahr spielte er mit dem Gedanken zu Nottingham Forest zu wechseln, da sich die beiden Vereine nicht einigen konnten, blieb er in Australien. Zum Ende der Saison 1985/86 wechselte er für ein kurzes Gastspiel zu den Blacktown City Demons, um im Jahr 1987 zu Sydney United zu wechseln. Nach zwei Jahren war er erst bei Hajduk Split im Gespräch, als eine Einigung nicht erzielt werden konnte, wechselte er 1989 für ein Jahr zum RSC Anderlecht. Dort konnte er sich allerdings nicht durchsetzen und wechselte am Ende der Saison zum damaligen belgischen Zweitligisten RC Lens. In Lens spielte er bis 1994 und erlebte in dieser Zeit einen der tragischsten Momente in seiner Karriere. Bei einem Spiel gegen Paris Saint-Germain wurde er von einem Pariser Fan mit einem Baseballschläger attackiert, wodurch er beinahe gestorben wäre. Während dieser Zeit lernte er auch seine spätere Ehefrau Natalie kennen. Am Ende der Saison 1993/94 wechselte er nach England zu den Blackburn Rovers und wurde dort 1995 als erster australischer Spieler englischer Fußballmeister. Zum Ende der Saison wechselte er zu West Ham United, im Jahr darauf zum FC Southampton und 1998 nochmal für ein paar Monate zu den Wolverhampton Wanderers.
Zum Ende der Saison 1997/98 ging er zurück nach Australien und wechselte zum neu gegründeten Northern Spirit, wo er bis zum Ende seiner Karriere im Jahr 2001 spielte.

## Nationalmannschaft
Slater machte in den Jahren zwischen 1990 und 1997 insgesamt 44 Spiele für die australische Nationalmannschaft, darunter 28 A-Länderspiele. Sein letztes Spiel bestritt er beim Konföderationen-Pokal 1997 gegen die Mannschaft aus Saudi-Arabien. Er wurde auch in die Hall of Fame des australischen Fußballverbandes aufgenommen. 1988 nahm er am olympischen Fußballturnier in Südkorea teil.

## Nach der Fußballkarriere
Slater schrieb Ende der 1990er Jahre eine Autobiographie über seine Karriere mit dem Titel The Hard Way. Heute analysiert und kommentiert er Spiele der englischen Premier League, der australischen A-League für den australischen Pay-TV-Sender Fox Sports. Außerdem war er in der Saison 2002/03 Trainer beim australischen Fußballverein Manly Warringah Dolphins und betreibt heute das Newington College, eine Fußballschule in New South Wales.